# پریدینامیکز

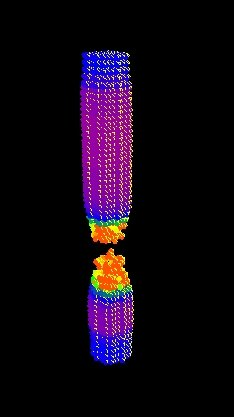
مدل کامپیوتری از فرایند گلویی شدن یک میله آلومینیومی تحت کشش. رنگ‌ها نشان‌دهنده افزایش دما به دلیل گرم شدن پلاستیک هستند. این محاسبات با استفاده از کد کامپیوتری Emu و چارچوب مبتنی بر حالت پریدینامیک انجام شده است.

پریدینامیکز یک فرمولاسیون غیرمحلی از مکانیک پیوسته است که به ویژه به تحلیل تغییرشکل‌ها با ناپیوستگی‌ها، مانند شکست، می‌پردازد. در آغاز، مدل مبتنی بر پیوند (bond-based peridynamic) معرفی شد، که در آن نیروهای تعامل داخلی بین یک نقطه ماده و تمامی نقاط دیگر که با آن تعامل دارند، به عنوان یک میدان نیروهای مرکزی مدل‌سازی می‌شوند. این نوع میدان‌های نیرو را می‌توان به عنوان یک شبکه از پیوندها تصور کرد که هر نقطه از جسم را به تمامی نقاط دیگر در یک فاصله معین متصل می‌کند. این فاصله به ویژگی‌های ماده بستگی دارد و به عنوان افق پری‌دینامیک (peridynamic horizon) شناخته می‌شود.
با این حال، برای غلبه بر محدودیت‌های چارچوب مبتنی بر پیوند در نسبت پواسون ماده (که برای تنش دو بعدی برابر با ۱/۳ و برای کرنش دو بعدی برابر با ۱/۴ و همچنین ۱/۴ برای حالات سه‌بعدی است)، پری‌دینامیک مبتنی بر حالت (state-based peridynamics) گسترش یافته است. ویژگی بارز این روش این است که نیروی تبادل شده بین یک نقطه و نقطه دیگر تحت تأثیر وضعیت تغییرشکل تمامی دیگر پیوندها در ناحیه تعامل آن نقطه قرار دارد.
این رویکرد جدید به طراحان و مهندسان این امکان را می‌دهد که رفتار مواد را در شرایط پیچیده‌تر و واقعی‌تر شبیه‌سازی کنند. به عنوان مثال، در مواردی که ترک‌ها و شکست‌ها در مواد رخ می‌دهد، پری‌دینامیک می‌تواند پیش‌بینی دقیقتری از رفتار ماده ارائه دهد. این قابلیت به ویژه در صنعت ساخت و ساز، مهندسی سازه و علم مواد اهمیت دارد، زیرا می‌تواند به بهبود طراحی و افزایش ایمنی سازه‌ها کمک کند.
ویژگی بارز پریدینامیک که آن را از مکانیک محلی کلاسیک متمایز می‌کند، وجود پیوندهای با دامنه محدود بین هر دو نقطه از جسم ماده است. این ویژگی باعث می‌شود که پریدینامیک به نظریه‌های گسسته و مقیاس کوچک‌تر و میکرو نزدیک‌تر شود.
در مکانیک کلاسیک، رفتار هر نقطه از ماده تنها به شرایط و ویژگی‌های نقاط مجاور آن بستگی دارد. این رویکرد محلی ممکن است در توصیف پدیده‌هایی مانند شکست و ترک‌خوردگی ناکافی باشد، زیرا این پدیده‌ها به تعاملات غیرمحلی و اثرات دوربرد نیاز دارند. در مقابل، پریدینامیک با معرفی پیوندهای با دامنه محدود، این امکان را فراهم می‌آورد که هر نقطه از ماده بتواند تحت تأثیر نقاط دیگر در فاصله‌ای مشخص قرار گیرد.

## ریشه‌شناسی
واژه "پریدینامیک" به عنوان یک صفت، در سال ۲۰۰۰ پیشنهاد شد و از پیشوند "پری-" (peri-) به معنای "در اطراف"، "نزدیک" یا "احاطه کننده" و ریشه "دینا" (dyna) به معنای "نیرو" یا "قدرت" ساخته شده است. این واژه به نظریه‌ای در مکانیک جامدات اشاره دارد که ویژگی‌های غیرمحلی رفتار مواد را مورد بررسی قرار می‌دهد.

## هدف
شکست یک تکینگی ریاضی است که معادلات کلاسیک مکانیک پیوسته نمی‌توانند به‌طور مستقیم بر روی آن اعمال شوند. نظریه پرایدینامیک به منظور مدل‌سازی ریاضی شکل‌گیری و دینامیک شکست‌ها در مواد الاستیک پیشنهاد شده است. این نظریه بر اساس معادلات انتگرالی بنا شده است، در حالی که مکانیک کلاسیک پیوسته بر مبنای معادلات دیفرانسیل جزئی عمل می‌کند. از آنجا که مشتقات جزئی در سطوح ترک و دیگر تکینگی‌های هندسی وجود ندارند، معادلات کلاسیک مکانیک پیوسته نمی‌توانند در حضور چنین ویژگی‌هایی در تغییر شکل‌ها به‌طور مستقیم به کار روند. معادلات انتگرالی نظریه پریدینامیک در نقاط تکین نیز معتبر هستند و می‌توانند به‌طور مستقیم اعمال شوند، زیرا نیازی به مشتقات جزئی ندارند. این قابلیت که بتوان همان معادلات را به‌طور مستقیم در تمامی نقاط یک مدل ریاضی از یک ساختار در حال تغییر به کار برد، کمک می‌کند تا رویکرد پریدینامیک از نیاز به تکنیک‌های خاص مکانیک شکست مانند xFEM اجتناب کند. به عنوان مثال، در پریدینامیک، نیازی به یک قانون جداگانه برای رشد ترک بر اساس عامل شدت تنش وجود ندارد.

## تعریف و اصطلاحات اساسی
در نظریه پریدینامیک، اجسام فیزیکی به‌عنوان مجموعه‌ای از نقاط پیوسته در نظر گرفته می‌شوند که می‌توانند نیروهای متقابل بلندبرد را در فاصله حداکثر مشخصی به نام شعاع افق پریدینامیک، که با δ > ۰ نشان داده می‌شود، تبادل کنند. این دیدگاه بیشتر شبیه به دینامیک مولکولی است تا اجسام ماکروسکوپی و به همین دلیل بر اساس مفهوم تنش تانسور (که مفهومی محلی است) بنا نشده و به سمت مفهوم نیروی دوتایی که یک نقطه ماده X در افق پریدینامیک خود با آن تبادل می‌کند، تمایل دارد. از منظر لاگرانژی، که برای جابه‌جایی‌های کوچک مناسب است، افق پریدینامیک در پیکربندی مرجع ثابت در نظر گرفته می‌شود و سپس با تغییر شکل جسم تغییر می‌کند. 

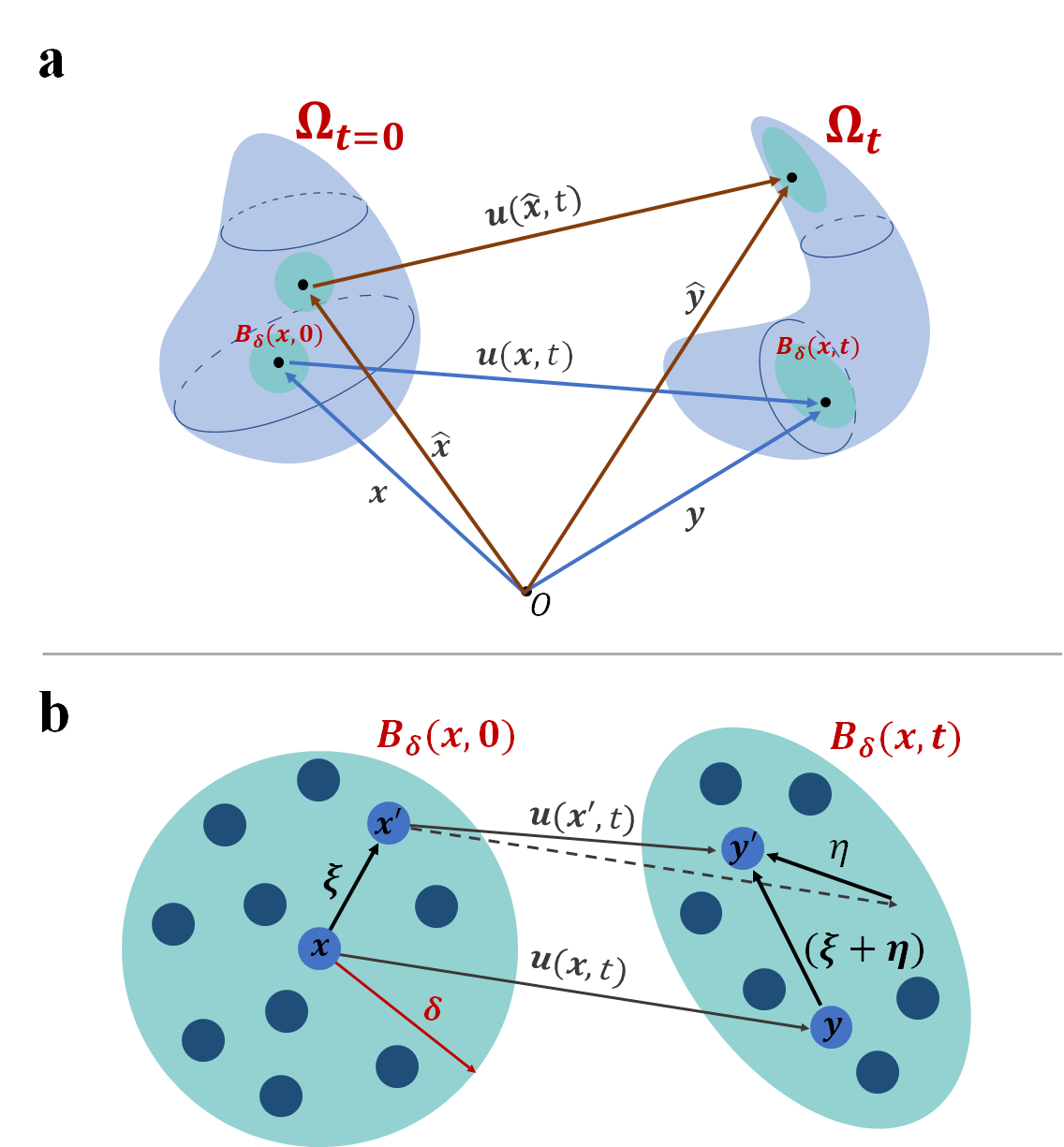
(a) کینماتیک جسم مادی Ωₜ در نظریه پری‌دینامیک. (b) نمایش افق پری‌دینامیک نقطه x.

فرض کنید یک جسم مادی به‌وسیله Ω ⊂Rⁿ نمایش داده شود، که در آن n می‌تواند ۱، ۲ یا ۳ باشد. این جسم دارای چگالی مثبت ρ است. پیکربندی مرجع آن در زمان اولیه به‌صورت Ω₀ ⊂ Rⁿ نشان داده می‌شود. مهم است که توجه داشته باشیم پیکربندی مرجع می‌تواند یا پیکربندی بدون تنش باشد یا یک پیکربندی خاص از جسم که به‌عنوان مرجع انتخاب شده است. در چهارچوب پریدینامیک، هر نقطه در Ω با تمامی نقاط x' در یک همسایگی معین که با رابطه d(x,x') ≤ δ تعریف می‌شود، تعامل دارد، جایی که δ > ۰ و d(0 ,0) نمایانگر یک تابع فاصله مناسب بر روی Ω₀ است. این همسایگی معمولاً در ادبیات به‌عنوان Bᵨ(x) شناخته می‌شود و به‌طور کلی به عنوان افق یا خانواده‌ای از نقاط X نامیده می‌شود.

## خسارت
آسیب در تابع نیروی جفتی با اجازه دادن به شکستن پیوندها زمانی که کشیدگی آن‌ها از یک مقدار معین فراتر می‌رود، گنجانده می‌شود. پس از شکستن یک پیوند، دیگر هیچ نیرویی را تحمل نمی‌کند و نقاط انتهایی به‌طور مؤثری از یکدیگر جدا می‌شوند. زمانی که یک پیوند می‌شکند، نیرویی که به آن وارد می‌شد به سایر پیوندهایی که هنوز شکسته نشده‌اند، توزیع می‌شود. این بار اضافی احتمال شکستن این پیوندهای دیگر را افزایش می‌دهد. فرایند شکستن پیوند و توزیع بار، که منجر به شکستن‌های بیشتر می‌شود، نحوه رشد ترک‌ها در مدل پری‌دینامیک است.

## کاربردها
علاقه فزاینده به پری‌دینامیک ناشی از توانایی آن در پر کردن فاصله بین نظریه‌های اتمی ماده و مکانیک پیوسته محلی کلاسیک است. این روش به‌طور مؤثری در پدیده‌های میکروسکوپی مانند تشکیل و گسترش ترک‌ها، پراکندگی امواج و شکست درون دانه‌ها به کار گرفته می‌شود. این پدیده‌ها می‌توانند با تنظیم مناسب شعاع افق پری‌دینامیک توصیف شوند، که به‌طور مستقیم با میزان تعاملات غیرمحلی بین نقاط مختلف درون ماده ارتباط دارد.

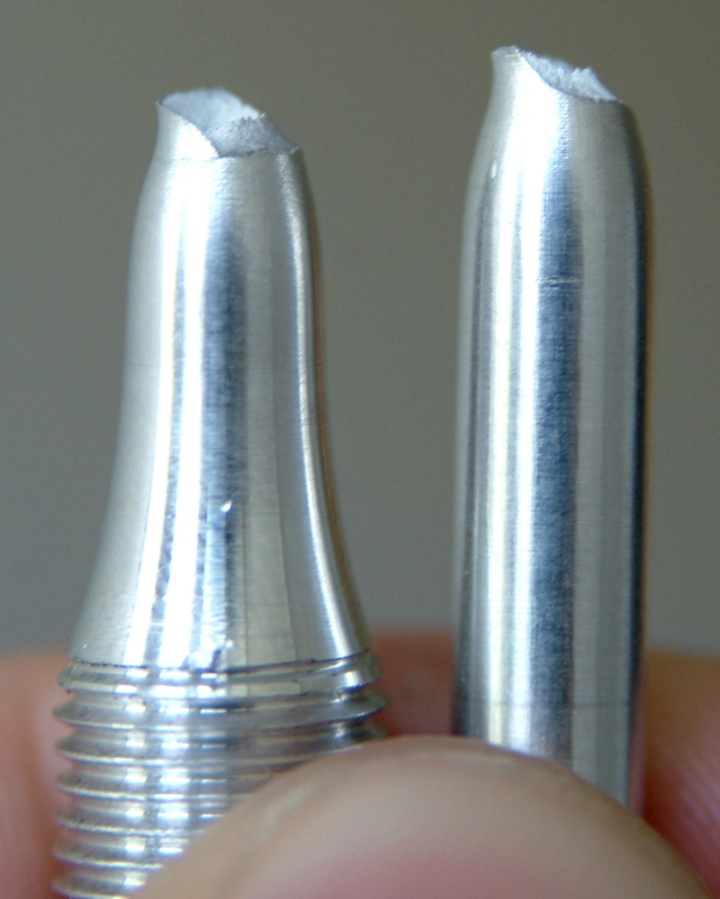
شکستگی انعطاف پذیر یک آلیاژ Al-Mg-Si

علاوه بر زمینه‌های تحقیقاتی ذکر شده، رویکرد غیرمحلی پری‌دینامیک در مواجهه با ناپیوستگی‌ها، کاربردهای متنوعی در حوزه‌های دیگر نیز پیدا کرده است. به عنوان مثال، در مکانیک خاک، این روش برای مطالعه ترک‌های ناشی از آب در خاک، شکست geo-materials، و تجزیه و تحلیل خرد شدن سنگ‌ها به کار گرفته شده است. این کاربردها نشان‌دهنده قابلیت پری‌دینامیک در توصیف و مدل‌سازی رفتار مواد در شرایط مختلف و پیچیده هستند.
در حوزه بیولوژی، پری‌دینامیک به عنوان ابزاری برای مدل‌سازی تعاملات بلندبرد در بافت‌های زنده مورد استفاده قرار گرفته است. این روش می‌تواند پدیده‌هایی نظیر پارگی‌های سلولی و ترک خوردن غشای زیستی را شبیه‌سازی کند. این کاربردها نشان‌دهنده توانایی پری‌دینامیک در بررسی ساختارهای پیچیده زیستی و رفتار آنها تحت شرایط مختلف است.
علاوه بر این، پری‌دینامیک به نظریه انتقال حرارت نیز توسعه یافته است که امکان مدل‌سازی هدایت حرارت در موادی با ناپیوستگی‌ها، نقص‌ها، ناهمگنی‌ها و ترک‌ها را فراهم می‌آورد. این ویژگی به محققان این امکان را می‌دهد تا رفتار حرارتی مواد را در شرایط واقعی بهتر درک کنند.
پری‌دینامیک همچنین در مطالعه پدیده‌های جابجایی-انتشار در سیالات چندفازی به کار رفته و مدل‌هایی برای مسائل گذرا در این زمینه ساخته شده است. با توجه به تنوع بالای کاربردهای آن، پری‌دینامیک در تحلیل‌های چندفیزیکی مختلف نیز مورد استفاده قرار گرفته است. به عنوان مثال، در تحلیل میکروساختارها، خستگی و هدایت حرارتی در مواد کامپوزیتی، و همچنین در مطالعه خوردگی گالوانیکی در فلزات، این روش کارایی خود را نشان داده است.
علاوه بر این، پری‌دینامیک به بررسی ترک‌های ناشی از برق در مواد دی الکتریک نیز پرداخته و توانسته است بینش‌های جدیدی در زمینه رفتار مواد تحت تأثیر میدان‌های الکتریکی ارائه دهد. با این قابلیت‌های متعدد، پری‌دینامیک به ابزاری کلیدی در تحقیقات علمی و مهندسی تبدیل شده است که به ما کمک می‌کند تا پدیده‌های پیچیده را بهتر شبیه‌سازی و تحلیل کنیم.